# ناحية العبايجي
العبايجي ناحية ريفية في شمال قضاء الطارمية في أقصى شمال محافظة بغداد، وسط العراق، استحدثت يوم 22 آب سنة 2002، مساحتها مئة وكيلومتران (102)، وعدد سكانها 12820 ساكناً سنة 2009، وأصبحوا 15149 ساكناً سنة 2019، استحدث ناحية العبايجي سنة 2002 وسُمّيت حينئذٍ ناحية الصَدّامية ومركزها قرية العبايجي، تشمل الناحية مقاطعة العبايجي رقم 1، ومقاطعة كلش رقم 8، ومقاطعة تل بشت رقم 9، ومقاطعة أرفيع رقم 10، ومقاطعة أم الصون رقم 11. وفي 1 كانون الثاني سنة 2003، أعلنت وزارة الداخلية عن نيتها استحداث بلدية في ناحية الصدّامية في العبايجي، وذُكرت حدود البلدية أنها من الشمال حدود المقاطعة (4) شيخ جميل، ومن الشرق نهر دجلة، ومن الجنوب حدود المقاطعة / 110 / أرفيع، ومن الغرب محرم قناة الاسحاقي الشرقي الاروائية، كانت قبل ذلك مقاطعة العبايجي رقم 1 تابعة لقضاء الفارس من محافظة صلاح الدين حتى يوم 1 كانون الثاني سنة 1989 حين انفك ارتباط مقاطعة العبايجي رقم 1 من محافظة صلاح الدين وأُلحقت بناحية الطارمية. وفي سنة 2009 كانت المساحة المزروعة في ناحية العبايجي 35 كيلومتراً مربعاً. وفي سنة 2020 كانت مساحة الأراضي المستصلحة للزراعة 17886 دونماً عراقياً، وفي الناحية 29 مدرسة حتى سنة 2017. قال عبد الكريم الفراتي في كتابه (ديوان الرؤساء للقبائل العراقية) في ترجمته لسيرة عبد الله العبايجي "وقد سميت إحدى القرى القديمة من ناحية الدجيل باسمه ( قرية العبايجي ) مما يدل على أن له مكانة مرموقة في تلك الأصقاع.